# Cyphomyia ecuadoriensis
Cyphomyia ecuadoriensis är en tvåvingeart som beskrevs av Günther Enderlein 1914. Cyphomyia ecuadoriensis ingår i släktet Cyphomyia och familjen vapenflugor. Inga underarter finns listade i Catalogue of Life.